# Aphthovirus
Die Gattung Aphthovirus umfasst vier Spezies von unbehüllten Viren aus der Familie Picornaviridae (Stand November 2018). Den Namen erhielten die Aphthoviren von der Erkrankung, die das Maul-und-Klauenseuche-Virus (englisch Foot-and-mouth disease virus, FMDV) als wichtigster Vertreter der Gattung hervorruft (griechisch αφθαι (aphthai) für kleine Bläschen der Mundschleimhaut).

## Morphologie
[[Date:13567 2013 Article 316 Fig1 HTML.webp|mini|Genom und Morphologie des Maul-und-Klauenseuche-Virus]]
Die Virionen (Viruspartikel) der Aphthoviren sind etwa 27 bis 30 nm im Durchmesser groß und aus 60 Kapsomeren (T=1) zusammengesetzt. Charakteristisch ist die im Vergleich zu anderen Picornaviren sehr glatte Oberflächenstruktur und die Dünnwandigkeit des Kapsids, dessen Dicke im Durchschnitt nur etwa 3 nm beträgt. An den Kapsidecken mit fünfstrahliger Symmetrie findet man Poren, die von den Pentonproteinen gebildet werden. Eine aus 17 bis 23 Aminosäuren bestehende, flexible Proteinschleife (G-H-Loop) des Kapsidproteins 1D, ragt aus der Oberfläche hervor. An ihrer Spitze befindet sich das konservierte Erkennungsmotiv RGD zur Bindung an Integrine auf der Zelloberfläche und Aufnahme der Virionen in die Wirtszelle.
Die Virionen des FMDV sind unterhalb eines pH-Wertes von 6,8 instabil, jene des Equinen Rhinitis-A-Virus (ERAV) erst unterhalb von 5,5. Einige Serotypen des FMDV produzieren leere, RNA-freie und damit nicht-infektiöse Kapside im Überschuss.

## Genom

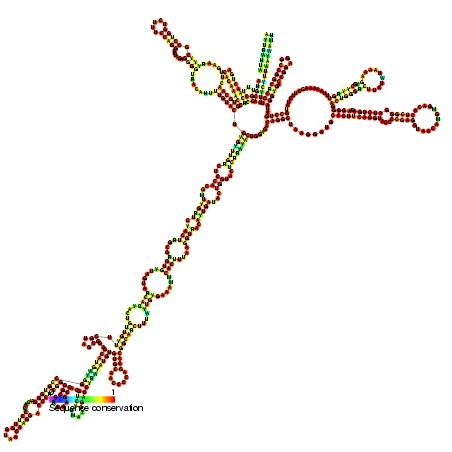
IRES-Struktur bei Aphthoviren

Das Genom der Aphthoviren ist zwischen 7,5 und 8,7 kb lang. Die Translation zu einem einzigen Polyprotein, das dann mittels viraler Proteasen in die einzelnen viralen Proteine gespalten wird, kann an zwei alternativen Startpunkten innerhalb des gleichen Leserasters beginnen. So entstehen zwei unterschiedlich lange Formen des L-Proteins (Lab und Lb), die eine proteolytische Aktivität als Cysteinproteasen besitzen. Die L-Proteine sind auch in der Lage, den zellulären Initiationsfaktors eIF-4G zu spalten, wodurch die gesamte zelluläre, Cap-abhängige Translation verhindert wird. Da die Aphthoviren wie alle Picornaviren zur Translationsinitiation eine IRES am 5'-Ende des Genoms besitzen, bleibt die virale Proteinsynthese von dieser Inhibition unberührt.

## Systematik
Die innere Systematik der Gattung Aphthovirus ist wie folgt:
- Genus Aphthovirus

- Spezies Equines Rhinitis-A-Virus (wiss. Equine rhinitis A virus, ERAV-A)

- Serotyp: ERV-1

- Spezies Bovines Rhinitis-A-Virus (wiss. Bovine rhinitis A virus, BRAV-A)

- Serotypen: BRV-1, BRV-3

- Spezies Bovines Rhinitis-B-Virus (wiss. Bovine rhinitis B virus, BRAV-B)

- Serotyp: BRV-2

- Spezies Maul-und-Klauenseuche-Virus (wiss. Foot-and-mouth disease virus, FMDV)

- 7 Serotypen

Ein Kladogramm der Gattung mit allen Serotypen findet sich auf den ‚Picornavirus Pages‘ des Pirbright Institute.